# ロナン・ジ・アキューザー
ロナン・ジ・アキューザー（Ronan the Accuser）は、マーベル・コミックが出版するアメリカン・コミックスに登場するキャラクターである。
ロナンは“クリー帝国”の最高告発者であり、ファンタスティック・フォーや“アベンジャーズ”、“ガーディアンズ・オブ・ギャラクシー（現代）”といったスーパーヒーローチームの敵として描写されている。その一方で後年には、“スターフォース”、“ユナイテッド・フロント”、“アニヒレーターズ”などのさまざまなスーパーヒーローグループに属してヒーローとして活躍し、“インヒューマンズ”の王女であるクリスタルと結婚した。

## 発行履歴
ロナンはスタン・リーとジャック・カービーによって創造され、1967年8月の『ファンタスティック・フォー』第65号に初登場した。『キャプテン・マーベル』においてしばしば登場し、『アベンジャーズ』第88〜97号の『クリー・スクラル・ウォー』では重要な役割を果たした。

## キャラクター経歴
ロナンは、大マゼラン雲のクリー帝国の首都惑星“ハラ”で生まれた。ロナンは並外れた昇級によって軍事総督や法学者に相当するクリーの告発者軍団に加わり、最終的に“スプリーム・インテリジェンス”からクリー帝国で3番目に強力な存在にして、クリー帝国の法を執行する最高告発者に任命され、知られるようになった。
ロナンは最初の任務で、原始の地球に送り込まれていたクリー人のロボット“クリー・セントリー”が破壊された出来事を調査するために地球に赴き、セントリーがファンタスティック・フォーの手によって停止させられたことを知ると、クリー人の財産に干渉したとして、一方的に有罪を言い渡して罰しようと戦闘を挑んだ。しかし、激戦の末に敗れ、初めての敗北を喫したロナンは、恥辱を味わった。それから帝国に帰還したロナンは、地球を監視し、侵略する計画を立てたが、スプリーム・インテリジェンスに却下され、これを受けてロナンは、帝国が実体を持たない非ヒューマノイドに支配されるべきではないと断じて、スプリーム・インテリジェンスを打倒するためにザレックと密かに結託した。しかしクリー・スクラル戦争が勃発すると、リック・ジョーンズのサイオニックパワーによって倒され、クリー帝国の支配者はスプリーム・インテリジェンスに戻った。
精神をスプリーム・インテリジェンスに支配されたロナンは、何度もマー・ヴェルと戦った後、正気を取り戻し、最高告発者としての地位を取り戻す。
“クリー・シーア戦争”においてロナンは、“スターフォース”に参加した。
銀河評議会の決定により、地球が刑務所の惑星になると、ロナンはその監視員を務めた。その後、“エゴ・ザ・リビング・プラネット”を自らのエネルギーで強化して地球を取り込ませようとしたが、4人のヒーロー（リード・リチャーズ/ミスター・ファンタスティック、トニー・スターク/アイアンマン、ヘンリー・ピム/ジャイアントマン、ブルース・バナー）が開発したマシンによってウェンデル・ヴォーン/クエーサーにエネルギーを転送されてら弱体化したロナンはジョン・ウォーカー/U.S.エージェントに敗北し、アメリカに捕らえられた。
タナ・ナイルによって反逆罪で誤って告発された時のロナンは、クリー家の高位のメンバーによって濡れ衣を着せられたことを発見した。そしてアニヒレーション・ウェーブからクリー帝国を守った後、ロナンは自分に濡れ衣を着せた裏切り者とスプリーム・インテリジェンスをも殺し、クリー帝国の新たな支配者になった。
ファランクスがクリー帝国を侵略した際にロナンは、スーパー・スクラルやレイスと協力して人民を解放した。
“インヒューマンズ”がスクラルのシークレット・インベージョンに対してクリーに支援を求めると、ロナンはインヒューマンズの王女クリスタリア・アマケリン/クリスタルと結婚することを条件に同意した。だが結婚式の日、ロナンは“インペリアル・ガード”の猛攻を受け、重傷を負い、“War of Kings”の終戦まで回復しなかった。

## 能力・スキル
クリーの戦士の中でも特に超人的な身体的属性と生理学を持つロナンは、どんな病気や環境下にも耐えられ、事実上の不滅的存在とされるほどの超人的な身体能力全般のほか、両目からのビーム照射や、優れた戦略及びクリー法に関連するすべての事項についての幅広い知識と、クリー帝国で最高の地位の1つに上がることを可能としたほどの高い知性、高度な技術に精通した頭脳まで持つ。
ロナンが身にまとうクリーの告発者の伝統的なボディアーマーは、装着者の強靭さをより増強させるほか、内蔵された複数のスキャナーにより、その姿を不可視に変え、敵を吹き飛ばす衝撃波を放つことができる。ガントレットはコズミックエネルギーボルトを放電することなどが可能。
そして主な武器は、ウォーハンマー型の“ユニバーサル・ウェポン”で、使用者の意志でコズミックエネルギーを吸収し、エネルギーブラストとして発射するほか、物質の操作、フォースフィールドの生成、重力制御、時間移動、星間テレポーテーション、飛行まで、多数の特殊能力の発動を可能とする万能武器である。
ロナンは、高度に訓練されたクリーの兵士として、武器の有無を問わず、近距離と長距離の両方で手強い白兵戦の戦闘員であることを証明できる実力者である。

## その他のバージョン

### アルティメット・マーベル
『アルティメット・マーベル』におけるロナンは、サノスの息子であり、彼の帝国の住民だったが、ベン・グリム/シングに敗れた。
『Hunger』シリーズでは、ロ・ナンという名と妻子を持つ別のバージョンのキャラクターとして登場。ガー・ラク・タスに遭遇した際に、“チタウリ”との戦いでクリーの軍隊を率いたが殺される。

### JLA/アベンジャーズ
『JLA/アベンジャーズ』でのロナンは、“クロナ”の軍隊の一員として登場し、キャプテン・マーベル（DC）に敗れた。

## MCU版
『マーベル・シネマティック・ユニバース』（MCU）ではリー・ペイスが演じる。日本語吹替は白熊寛嗣が担当。

### キャラクター像
狂信的な“クリー人”の将軍。かつては、エリート軍隊“アキューザーズ”の司令官であり、“クリー帝国”で最も力のある軍事指導者の一人だったが、現代では惑星“ザンダー”と平和条約を結んだクリー帝国を弱腰と断じてサノスと結託し、テロリストとなった。サノスからは“若造”と呼ばれている。
“スクラル人”及び“ザンダー星人”のような自身やクリーの宿敵には民間人であっても容赦なく攻撃・排除する残虐な男で、テロリストとなってからは、ザンダー星人に我が一族を滅ぼされてきた自身がクリー古来の掟に反する者を罰すると嘯き、ドラックスの妻子を手にかけたことも「記憶にない」と歯牙にもかけていなかった。アキューザーズ司令官の頃は、ヨン・ロッグに比較的従順に振る舞いつつも、場合によっては自らスクラル抹殺に動くことを示唆するなど、他者への不信感も垣間見せた。

### スキル
ドラックスを素手で圧倒して完膚無きまで打ち負かし、ヨンドゥ・ウドンタからも「とても敵う相手じゃない」と見做されているほどの高い戦闘能力を有している。

### 武装
コスミ・ロッド（Cosmi-Rod）
ロナンが愛用する、長大なハンマー。エネルギー入力アダプターの「コンビクション（信念）」が搭載された先端「コンデムネーション（有罪宣告）」からエネルギー波を発して攻撃することも可能。後にオーブを手に入れたロナンは、“オーブ / パワー・ストーン”の力を制御するために先端のアダプターに埋め込んだが、最終的にドラックスの砲撃で破壊される。
鎧（Kree Armor）
ロナンが常時装着している、伝統的なクリーの装甲、“クレハリウム”製の戦闘用前垂れ、“スカル・クラッシャー”という名称の戦闘用ブーツ、頭巾で構成される鎧。最後は、クイルが制御したパワー・ストーンのエネルギー波でロナンもろとも破壊される。

### 描写
『ガーディアンズ・オブ・ギャラクシー』
本作でメインヴィランとしてMCU初登場。
ザンダーを滅ぼした暁には、宇宙のあらゆる文明と力無き者たちを葬り去り、強者の時代を築くことを企み、ザンダー星人の根絶のために“ノバ軍”の各基地を破壊すると同時にオーブ入手を狙うも、“サカアラン兵”らを率いて、目的を邪魔するガーディアンズと敵対する。
コラス・ザ・パーサーから“モラグ”でのオーブ発掘に失敗したと知らされると、代わりにガモーラにオーブ奪還を依頼するが、戻らなかった彼女の不手際をサノスに抗議すると、彼からその態度を糾弾され、オーブ入手を改めて指示された。
それから“キルン刑務所”を経て、ドラックスからの呼び出しで“ノーウェア”に辿り着き、挑みかかってきたドラックスを返り討ちにし、その場を後にすると、ネビュラらが持ち帰ったオーブの中身がインフィニティ・ストーンの一つのパワー・ストーンだと知って増長し、サノスを裏切って前述の野望を達成しようと乗り出した。そのために、“ダーク・アスター”をザンダーに降下させ、ストーンの力を直接放ち、ザンダーを滅ぼそうとするが、ガーディアンズや“ラヴェジャーズ”、ノバ軍警察の抵抗を受ける。ストーンの力でノバ軍警察の編隊を壊滅させ、ダーク・アスターを大破させられながらも、倒れ込んだガーディアンズの面々を見せつけてザンダーの人々を絶望させるが、クイルのダンスに気を取られてドラックスにロッドを破壊され、クイルにストーンを奪われてしまう。そしてストーンを素手で掴んでも滅びなかったクイルに「何故だ？」と驚愕し、その隙を突かれてクイルが放ったストーンのエネルギー波を浴びて爆死する。
『キャプテン・マーベル』
本作ではアキューザーズ司令官時代の彼が描写される。“トルファ”では艦隊を率いて爆撃作戦を担い、クライマックスでもヨン・ロッグからの要請を受けて地球近傍に艦隊で赴き、現地をキャロル・ダンヴァース/キャプテン・マーベル諸共空爆しようとしたが、彼女に阻止されるだけでなく、戦艦一隻も大破させられた。そんなキャロルと対峙するも、彼女がヨン・ロッグとの決着に向かったため直接戦うことはなく、「あの女を必ず手に入れる」と呟いて部下たちと撤退する。

## その他のメディア

### テレビアニメ
- 『シルバーサーファー』第10話『Radical Justice』にギャラクタスによって追放された様々なエイリアン種族で構成されるグループである“ワンダラーズ”のメンバーとしてカメオ出演した[20]。
- 『 ファンタスティック・フォー: ワールド・グレイテスト・ヒーローズ』に登場した際には、マイケル・ドブソンが声をあてた[21]。
- 『スーパーヒーロー・スクワッド・ショー』第34話 『Alienating with the Surfer!』に登場した際には、マイケル・ドーンが声をあてた[22]。
- 『アベンジャーズ 地球最強のヒーロー』に登場した際には、キース・ザラバッカが声をあてた[22]。
- 『ハルク: スマッシュ・ヒーローズ』に登場した際には、ジェームズ・C・マシス3世が声をあてた[23][22]。
- 『ガーディアンズ・オブ・ギャラクシー』と『Lego Marvel Super Heroes - Guardians of the Galaxy: The Thanos Threat』においては、ジョナサン・アダムスが声をあて[22][24]、前者ではMCU版の外見に基づくロナンが登場した。
- 『ディスク・ウォーズ:アベンジャーズ』第25話『ガーディアンズと共に』においては、英語版をジェームズ・C・マシス3世が、日本語版をMCUでもロナンの日本語吹替を担当した白熊寛嗣がそれぞれ声をあてた[22]。

### ゲーム
- 『アベンジャーズ・イン・ギャラクティックストーム』[25]
- 『LEGO マーベル スーパー・ヒーローズ ザ・ゲーム』：隠れキャラクターとして登場[26]。
- 『Lego Marvel's Avengers』：隠れキャラクターとして設定され、ジョン・ディマジオが声をあてた[27]
- 『LEGO マーベル スーパー・ヒーローズ 2 ザ・ゲーム』[28]
- 『Marvel: Avengers Alliance』：ノンプレイヤーキャラクターとして登場[29][30]。
- 『Marvel: Avengers Alliance Tactics』：隠れキャラクターとして登場[31]。
- 『ディズニー インフィニティ2.0』：プレイヤーキャラクターとして登場[32][33]。
- 『MARVEL オールスターバトル』：MCU版の外見に基づくロナンがプレイヤーキャラクターとして登場し、ジェームズ・C・マシス3世が声をあてた[34]。
- 『ディズニー インフィニティ3.0』：MCU版の外見に基づくロナンが登場し、ジェームズ・C・マシス3世が声をあてた[35]。
- 『Marvel Avengers Alliance 2』[36]
- 『マーベル・フューチャーファイト』：プレイヤーキャラクターとして登場[37]。
- 『Marvel Powers United VR』：ジョナサン・アダムスが声をあてた[22]。
- 『MARVEL ULTIMATE ALLIANCE 3: The Black Order』：ボスキャラクターとして登場し、ジェームズ・C・マシス3世が声をあてた[22]。
- 『Marvel Dimension of Heroes』：ジェームズ・C・マシス3世が声をあてた[22]。